# إدوين إم. كابس
إدوين إم. كابس هو سياسي أمريكي، ولد في 23 ديسمبر 1860 في نوكسفيل في الولايات المتحدة، وتوفي في 16 يناير 1938 في لوس أنجلوس في الولايات المتحدة. نشط حزبياً في الحزب الديمقراطي. وقد انتخب عمدة سان دييغو ‏.